# Augusto Álvares Guimarães
Augusto Álvares Guimarães (? — ?) foi um político brasileiro.
Foi vice-presidente da província da Bahia.